# Maya Island Air
Maya Island Air (cũng gọi là Maya Airways, mã IATA = MW, mã ICAO = MYD) là hãng hàng không, trụ sở ở Belize City, Belize. Hãng có tuyến đường quốc nội tới 12 điểm đến và tới nước láng giềng Honduras. Căn cứ chính của hãng ở Sân bay quốc tế Philip S. W. Goldson.

## Lịch sử
Hãng được thành lập năm 1962 dưới tên Maya Airways để kế tục hãng British Honduras Airways do chính phủ sở hữu, một hãng phụ thuộc của BWIA đã ngưng hoạt động từ năm 1961. Tháng 12/1997 Maya Airways và Island Air hợp nhất thành Maya Island Air. Từ tháng 11/2007 mọi hãng hàng không từ Belize đều không được phép đáp xuống Guatemala.

## Các nơi đến
(Tháng 11/2007):
- Belize
  - Belize City
  - Caye Caulker
  - Caye Chapel
  - Corozal
  - Dangriga
  - Placencia
  - Punta Gorda
  - San Pedro Town
  - Savanah
- Honduras
  - San Pedro Sula
  - Ramón Villeda Morales

## Đội máy bay

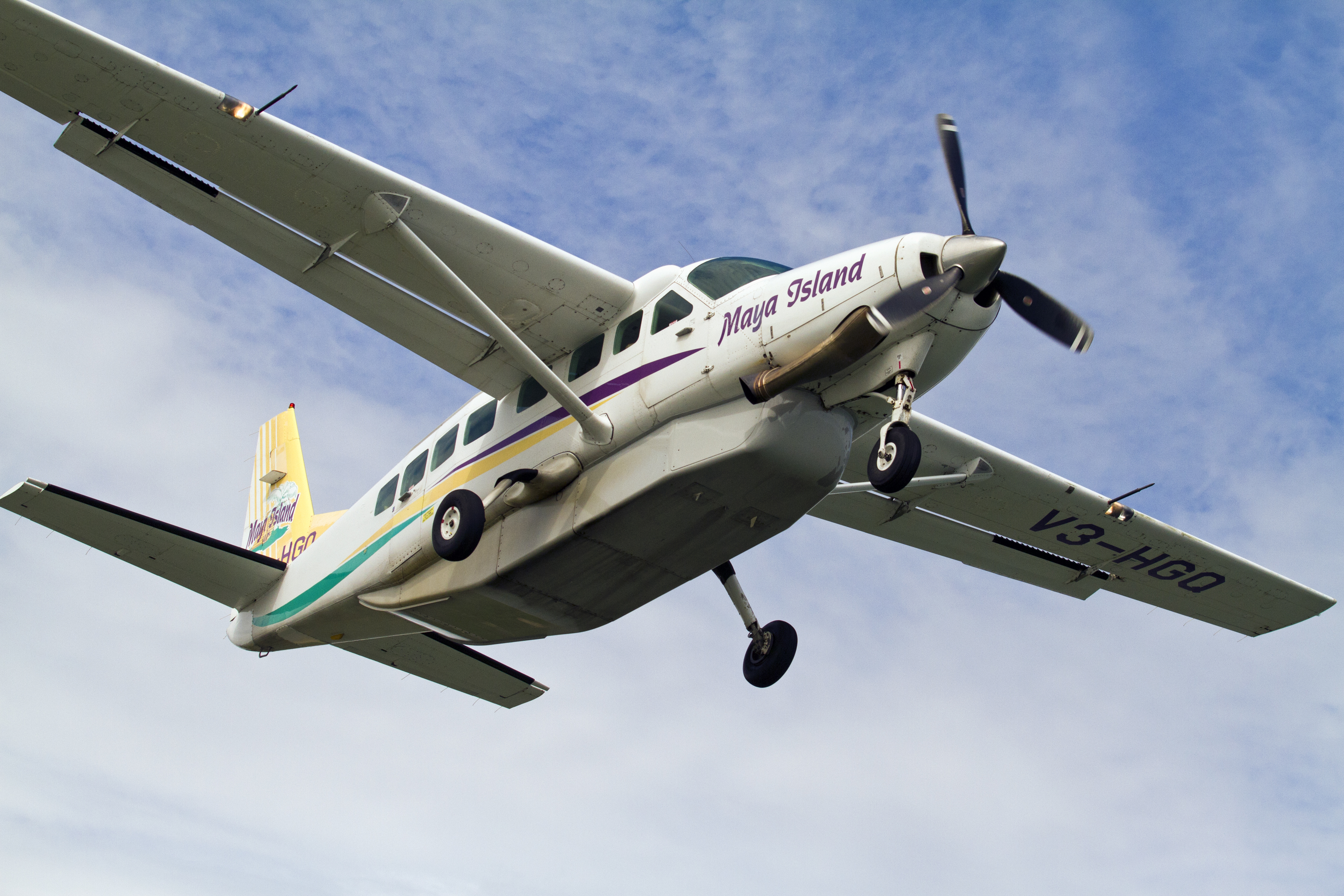
Một chiếc Cessna 208 của hãng tại Sân bay Dangriga

(Tháng 3/2007):
- 1 Britten-Norman BN2A Islander
- 8 Cessna Caravan 675

## Đội máy bay ngưng hoạt động
- 1 Gippsland Aeronautics Airvan GA 8
- 1 Cessna 182